# ماونت بليزانت
ماونت بليزانت (بالإنجليزية: Mount Pleasant, Texas)‏ هي مدينة تقع بولاية تكساس في شمال شرق الولايات المتحدة. تبلغ مساحة هذه المدينة 33 (كم²)، وترتفع عن سطح البحر 123 م، بلغ عدد سكانها 15564 نسمة في عام 2010 حسب إحصاء مكتب تعداد الولايات المتحدة وتصل الكثافة السكانية فيها 429.3 نسمة/كم2.

## التركيبة السكانية
حدّد مكتب تعداد الولايات المتحدة بيانات التركيبة السكانية لماونت بليزانت في تعداد الولايات المتحدة. في ما يلي، التركيبة السكانية حسب تعدادي 2000 و2010.

### تعداد عام 2000
بلغ عدد سكان ماونت بليزانت 13,935 نسمة بحسب تعداد عام 2000، وبلغ عدد الأسر 4,558 أسرة وعدد العائلات 3,209 عائلة مقيمة في المدينة. في حين سجلت الكثافة السكانية 336.4 نسمة لكل كيلومتر مربع (871.3/ميل2). وبلغ عدد الوحدات السكنية 5,029 وحدة بمتوسط كثافة قدره 121.4 لكل كيلومتر مربع (314.4/ميل2).
وتوزع التركيب العرقي للمدينة بنسبة 56.70% من البيض و16% من الأمريكيين الأفارقة و0.55% من الأمريكيين الأصليين و0.84% من الأمريكيين ذوي الأصول الآسيوية و0.01% من سكان جزر المحيط الهادئ و23.57% من الأعراق الأخرى و2.33% من عرقين مختلطين أو أكثر و40.65% من الهسبانيون أو اللاتينيون من أي عرق.
بلغ عدد الأسر 4,558 أسرة كانت نسبة 44% منها لديها أطفال تحت سن الثامنة عشر تعيش معهم، وبلغت نسبة الأزواج القاطنين مع بعضهم البعض 50.9% من أصل المجموع الكلي للأسر، ونسبة 14.7% من الأسر كان لديها معيلات من الإناث دون وجود شريك،  بينما كانت نسبة 4.8% من الأسر لديها معيلون من الذكور دون وجود شريكة وكانت نسبة 29.6% من غير العائلات. تألفت نسبة 26.2% من أصل جميع الأسر من عدة أفراد يعيشون في نفس المنزل ونسبة 14% كانت تتألف من شخص يعيش بمفرده يبلغ من العمر 65 عاماً أو أكثر. وبلغ متوسط حجم الأسرة المعيشية 2.93، أما متوسط حجم العائلات فبلغ 3.55.
بلغ العمر الوسطي للسكان 29.9 عاماً. وكانت نسبة 31% من القاطنين تحت سن الثامنة عشر، وكانت نسبة 10.6% بين الثامنة عشر والرابعة والعشرين عاماً، ونسبة 27.2% كانت واقعةً في الفئة العمرية ما بين الخامسة والعشرين والرابعة والأربعين عاماً، ونسبة 15.7% كانت ما بين الخامسة والأربعين والرابعة والستين، ونسبة 11.3% كانت ضمن فئة الخامسة والستين عاماً فما فوق. يوجد لكل 100 أنثى 95.1 ذكر، ويوجد لكل 100 أنثى في الثامنة عشر من عمرها فما فوق 89.7 ذكر.
بلغ متوسط دخل الأسرة في المدينة 28,805 دولارًا، أما متوسط دخل العائلة فبلغ 32,331 دولارًا. وكان متوسط دخل الذكور 22,629 دولارًا مقابل 17,080 دولارًا للإناث. وسجل دخل الفرد الخاص بالمدينة 14,190 دولارًا. وكانت نسبة 20.3% من العائلات ونسبة 22.8% من السكان تحت خط الفقر، وكان من هؤلاء نسبة 30.9% تحت سن الثامنة عشر ونسبة 16.1% في الخامسة والستين من العمر وما فوق.

### تعداد عام 2010
بلغ عدد سكان ماونت بليزانت 15,564 نسمة بحسب تعداد عام 2010، وبلغ عدد الأسر 5,044 أسرة وعدد العائلات 3,610 عائلة مقيمة في المدينة. في حين سجلت الكثافة السكانية 375.8 نسمة لكل كيلومتر مربع (973.3/ميل2). وبلغ عدد الوحدات السكنية 5,449 وحدة بمتوسط كثافة قدره 131.6 لكل كيلومتر مربع (340.8/ميل2).
وتوزع التركيب العرقي للمدينة بنسبة 57.76% من البيض و14.74% من الأمريكيين الأفارقة و1.21% من الأمريكيين الأصليين و1.09% من الأمريكيين ذوي الأصول الآسيوية و0.07% من سكان جزر المحيط الهادئ و22.33% من الأعراق الأخرى و2.81% من عرقين مختلطين أو أكثر و51% من الهسبانيون أو اللاتينيون من أي عرق.
بلغ عدد الأسر 5,044 أسرة كانت نسبة 45.8% منها لديها أطفال تحت سن الثامنة عشر تعيش معهم، وبلغت نسبة الأزواج القاطنين مع بعضهم البعض 48.1% من أصل المجموع الكلي للأسر، ونسبة 17.3% من الأسر كان لديها معيلات من الإناث دون وجود شريك،  بينما كانت نسبة 6.2% من الأسر لديها معيلون من الذكور دون وجود شريكة وكانت نسبة 28.4% من غير العائلات. تألفت نسبة 25.2% من أصل جميع الأسر من عدة أفراد يعيشون في نفس المنزل ونسبة 10.3% كانت تتألف من شخص يعيش بمفرده يبلغ من العمر 65 عاماً أو أكثر. وبلغ متوسط حجم الأسرة المعيشية 3.03، أما متوسط حجم العائلات فبلغ 3.66.
بلغ العمر الوسطي للسكان 29.9 عاماً. وكانت نسبة 32.3% من القاطنين تحت سن الثامنة عشر، وكانت نسبة 10.6% بين الثامنة عشر والرابعة والعشرين عاماً، ونسبة 27% كانت واقعةً في الفئة العمرية ما بين الخامسة والعشرين والرابعة والأربعين عاماً، ونسبة 19.3% كانت ما بين الخامسة والأربعين والرابعة والستين، ونسبة 10.8% كانت ضمن فئة الخامسة والستين عاماً فما فوق. وتوزع التركيب الجنسي للسكان بنسبة 48.8% ذكور و51.2% إناث.

## أعلام
- راي برايس
- موري بافورد
- غاري لويس
- كيندال رايت
- مالكوم والاس
- تشارلز بيكر
- راندي مور

## وصلات خارجية
- City of Mount Pleasant, Texas
- The US50 - Cities and Towns in Texas State